# Lamasina ganimedes
Lamasina ganimedes is een vlinder uit de familie van de Lycaenidae. De wetenschappelijke naam van de soort werd als Papilio ganimedes in 1775 gepubliceerd door Pieter Cramer.

## Synoniemen
- Thecla nobilis Herrich-Schäffer, 1853
- Thecla bimaculata Möschler, 1877